# Giardino di Palazzo Gonzaga-Acerbi

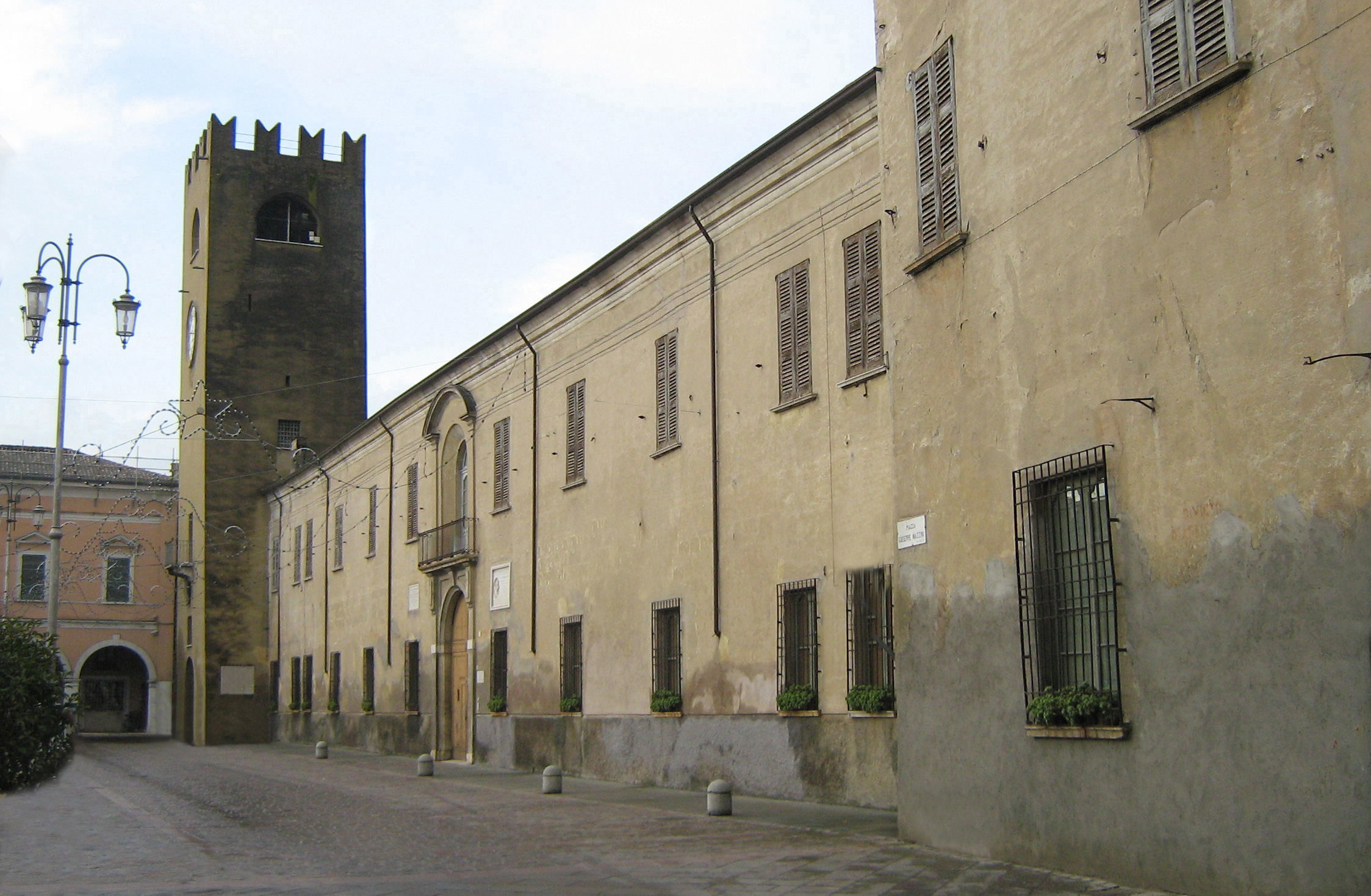
Castel Goffredo, Palazzo Gonzaga-Acerbi

Il giardino di Palazzo Gonzaga-Acerbi è situato nel centro storico di Castel Goffredo. Interamente chiuso sui quattro lati, è composto da alberi di alto fusto e piante ornamentali, ora ricco di alberi secolari, della fontana in marmo bianco e del pergolato di uve pregiate fa parte dei giardini dei Gonzaga, che vennero creati ad abbellimento delle loro dimore, sia del ramo principale di Mantova, che dei rami cadetti della famiglia.

## Storia e descrizione
La formazione del giardino si deve ad Aloisio Gonzaga, che 1511 divenne marchese di Castel Goffredo.
Anche il poeta Matteo Bandello, nei Canti XI de le lodi de la s. Lucretia Gonzaga... Le III parche, al tempo in cui fu ospite a Castel Goffredo della corte del marchese Aloisio (dal 1538 al 1541), citò un «castello altiero» e un «buon castello» e fece cenno dei fiori e degli alberi presenti nel giardino. 
che l'erbe bagna ed i sentieri parte...»
(Matteo Bandello, Le tre Parche, V, 100.)
Del parco faceva parte anche la rocca di Castel Goffredo, una struttura difensiva successivamente smantellata.
Sul giardino si affaccia la loggia del palazzo, nota per il ciclo di affreschi attribuiti a Giulio Romano e aiuti.